# Çelebi (tribù)
I Çelebi sono una tribù curda nota per la loro vicinanza al regime turco.
Sono stati coinvolti in una lunga disputa, vecchia dal 1600, per la terra  con i Siriaco Ortodossi del Monastero di Mor Gabriel. Sono stati accusati di aver partecipato al Genocidio armeno del 1915 e sono attualmente alleati al governo turco nella sua lotta contro i separatisti Curdi del PKK.